# Grube Eduard & Amalia
Die Grube Eduard & Amalia ist eine ehemalige Eisen-Grube des Bensberger Erzreviers zwischen  Buschhorn und der Straße Am grünen Weiher. Das Gelände gehört zum Stadtteil Nußbaum in Bergisch Gladbach.

## Geschichte
Das Mutungsgesuch stammt vom 4. Juni 1848 unter dem Namen Julia. Nachdem die Bauwürdigkeit nachgewiesen war, erfolgte die Verleihung des Grubenfeldes auf Eisenstein unter dem Namen Eduard und Amalia am 24. November 1849 an Eduard Knobel. Bei dem Grubennamen handelt es sich um die Vornamen von Knobel und seiner Frau Amalia. Die Abbaurechte wurden im Dezember 1857 auf Schwefelkies und Bleierze erweitert. Der zutreffende Name lautet Eduard und Amalia. Hin und wieder liest man auch Eduard und Amalie.

## Betrieb und Anlagen
Die Berechtsamsakte bei der Bezirksregierung Arnsberg, Abteilung Bergbau und Energie beginnt erst 1910, weil der Band 1 vernichtet wurde. Das Stadtarchiv Bergisch Gladbach hat allerdings Akten, die weitere Informationen bieten. So war der Gladbacher Bürgermeister Jakob Herweg am 27. September 1851 durch das Bergamt Siegen über die Planung einer Erzwaschanlage informiert worden. Trotz eines Protestschreibens Herwegs vom 2. Dezember 1851 wurde sie dennoch gebaut. Über die späteren Betriebstätigkeiten berichtet der Bergassessor a. D. Brand im März 1885 in einem Gutachten, dass die vorgefundene Ausdehnung der Pingen und Halden auf eine nicht unbedeutende Eisensteingewinnung in den 1860er und 1870er Jahren schließen ließen. Er spricht von den Gruben „Amalie und Eduard“, wobei er mit Amalie den westlichen Teil meint, der die reichere Lagerstätte darstellt, und mit Eduard den östlichen Teil, der an das Grubenfeld Carl angrenzt. In seiner Bestandsaufnahme erwähnt Brand zwei Schächte, die man im Grubenfeld „Amalie“ bis zu 18 und 22 m abgeteuft hatte. Auf der Britanniahütte in Bergisch Gladbach habe man mehrere Jahre hindurch vorzugsweise den Eisenstein dieser Grube geschmolzen, nachdem man ihn in großen Schachtöfen auf dem Hüttenplatz geröstet hatte. Es habe sich um Toneisenstein mit einem durchschnittlichen Eisenanteil von 40,83 % und einem Anteil von 1,57 % Mangan gehandelt. 
Seit 1879 wurden Schutzzölle auf ausländisches Eisen erhoben. Dadurch kam  Bewegung in die Bergbautätigkeiten. Der auf 22 m abgeteufte Schacht diente in der Folgezeit als Fahr- und Wetterschacht. Die alten Grubenbaue, in denen das Lager noch nicht abgebaut war, hatte man wieder aufgewältigt. In der Nähe des alten Förderschachtes teufte man sodann einen neuen „Tiefbauförder- und Wasserhaltungsschacht“ im festen Kalksteingebirge bis auf 34 m ab und setzte dort eine Bausohle an. Das Schachtgerüst war aus solidem Eichenholz und hatte eine Höhe von fünf Meter. 1884 wurden die Arbeiten zunächst wieder eingestellt.

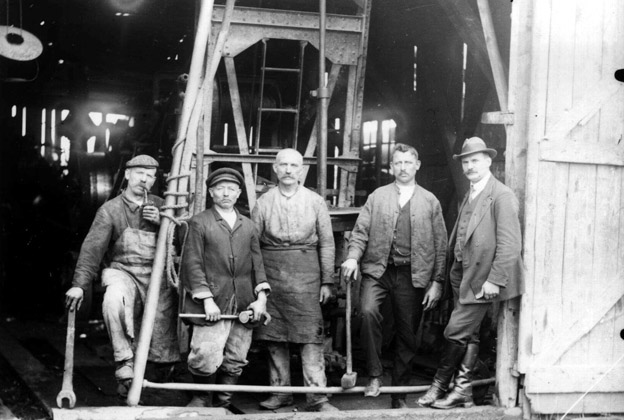
Arbeiter und Steiger der Grube Eduard & Amalia um 1910, Foto: Vinzenz Feckter

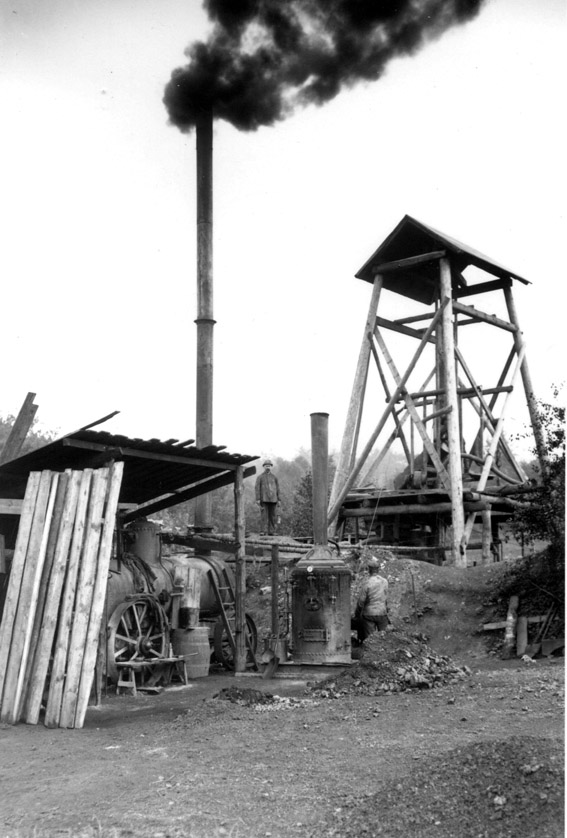
Lokomobile und Schachtgerüst der Grube Eduard & Amalia um 1910, Foto: Vinzenz Feckter

Erst 1910 kam es zur Wiedereröffnung der Grube. Ab 1. Mai 1910 beschäftigte man acht Mann mit Versuchsarbeiten. Der Jahresbericht 1910 weist aus, dass man den Maschinenschacht gesümpft und wieder aufgewältigt sowie den Hauptquerschlag bis zum Lager aufgewältigt hatte. Auch über Tage fanden Versuchsarbeiten statt. Im Jahr 1913 brachte man etwa 200 m östlich vom Maschinenschacht einen neuen Förderschacht auf eine Teufe von 33 m nieder. Man gab ihm den Namen „Marie“ und versah ihn mit Pumpen und Förderhaspel mit elektrischem Antrieb. 1914 teufte man ihn bis auf 48 m weiter ab und setzte bei 45 m einen Querschlag an. Mit Ausbruch des Ersten Weltkriegs stellte man die Arbeiten wieder ein. Es kam von 1915 bis 1920 zu verschiedenen Versuchsbohrungen, Aufräum- und Sümpfungsarbeiten, Ausbau der 34-m-Sohle, Reparaturarbeiten, Schürfarbeiten über Tage und zu diversen Untersuchungsarbeiten. Abschließend erwähnt der Jahresbericht 1924 „geringe oberflächliche Schürfarbeiten“ mit einem Mann. An dem zunehmenden Druck des Grundwassers scheiterten schließlich auch die weiteren Bemühungen, das Erzlager in größerer Tiefe aufzuschließen, weil das Verhältnis der Kosten zu den Betriebsergebnissen durch den höheren Aufwand des Sümpfens ins Ungleichgewicht geriet. Im Rahmen der Autarkiebestrebungen in der Zeit des NS-Regimes kam es 1937–1939 zu erneuten Untersuchungsarbeiten, über die Näheres nicht bekannt ist.

## Lage und Relikte
Das Grubenfeld Eduard und Amalia erstreckte sich von Torringen in westöstlicher Richtung über Steinknippen nach Nußbaum. Das ehemals erschlossene Erzlager hatte eine Ausdehnung von etwa 500 m Länge und wurde an zwei Stellen in Tagebauen und unterirdisch abgebaut. Insgesamt ist das Toneisensteinlager auf einer Erstreckung von 1,5 km bekannt. 
Der für die erste Verleihung des Grubenfeldes maßgebliche Fundpunkt lässt sich im Gelände nicht mehr eindeutig ausmachen. Er lag in dem Waldstück östlich des Hufer Weges und nördlich der Straße Im Weidenbusch. Geht man vom Hufer Weg aus etwa 270 m in die Straße Im Weidenbusch hinein, kommt man an eine Kreuzung, auf die hier ein Fußweg aus Richtung des Weidenbuscher Weges stößt. In der unmittelbaren Umgebung sieht man nördlich mehrere Pingen und Halden. Östlich der Kreuzung steht in einer Entfernung von 260 m das Haus Im Weidenbusch 1. Hier hat ehemals bis in die 1950er Jahre der letzte Eigentümer der Grube Eduard & Amalia gewohnt. Auf dem Grundstück befanden sich der „Fahr- und Wetterschacht“ und der „Tiefbauförder- und Wasserhaltungsschacht“ (Maschinenschacht). Beide sind verfüllt; Spuren des Bergbaus sind nicht mehr vorhanden. In westlicher Richtung des Grundstücks liegt im Bereich der Grundstückszufahrt die ausladende Halde des Maschinenschachtes. In östlicher Richtung verläuft von der Kreuzung aus ein lang gestrecktes Tal in Richtung Voiswinkel. Schon nach wenigen Metern kommt man an den „Grünen Weiher“, der sich ca. 80 m nach Osten erstreckt. Es handelt sich um ein Relikt des ehemaligen Tagebaus, der sich noch weitere 70 m in das Tal hineinzieht. Im Anschluss an den alten Tagebau erkennt man mehrere Pingen und Halden. Ca. 50 m nördlich des Hauses Am Grünen Weiher 26 kommt man auf dem Waldhang an ein künstliches Plateau mit einer vorgelagerten Halde. Hier war der Schacht Marie; er wurde verfüllt und kann augenscheinlich nicht mehr wahrgenommen werden. Ein Betonfundament lässt vermuten, dass dort ein Unterstand für Maschinen existiert haben könnte.